# Calaiza

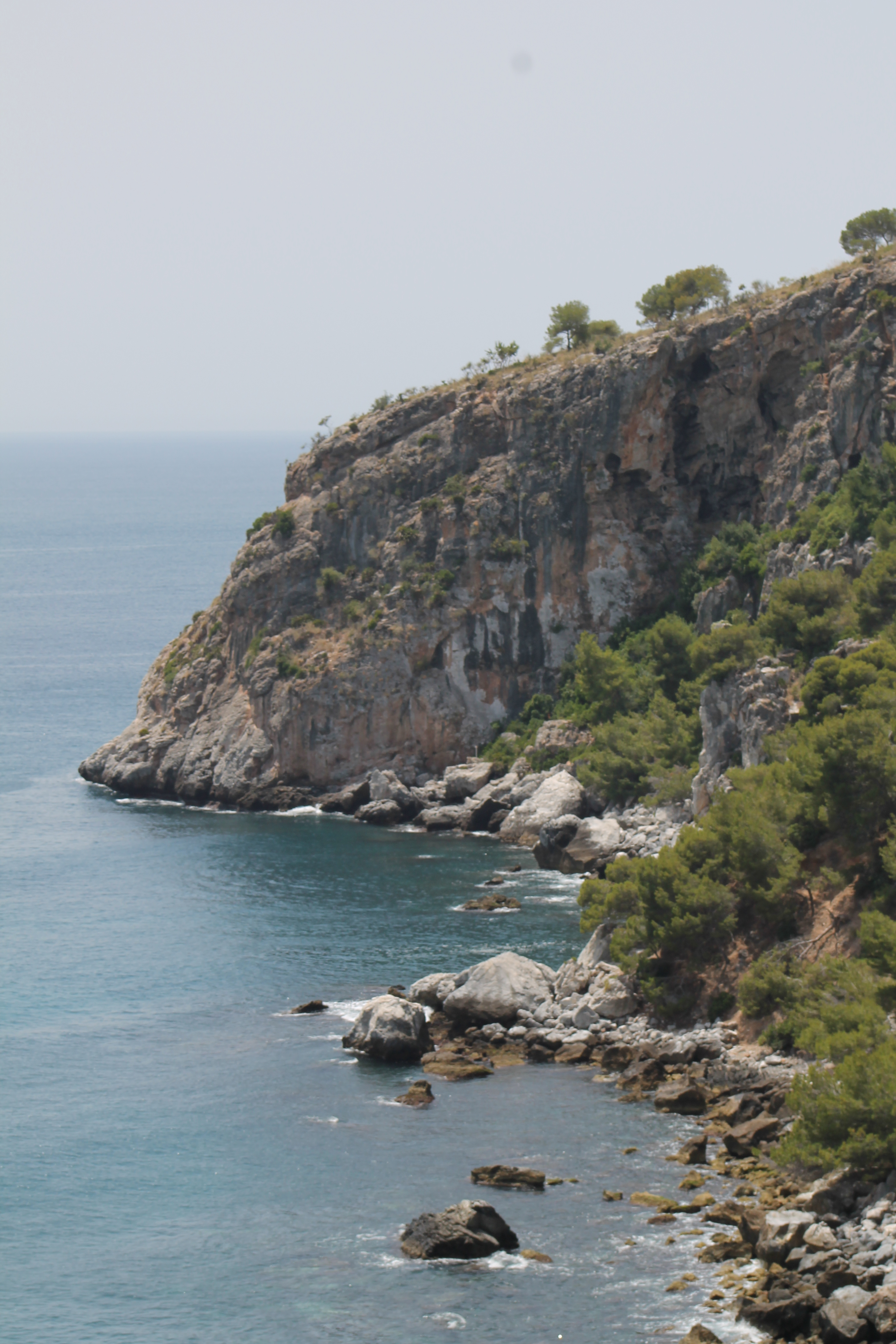
Playa Calaiza

La playa Calaiza está situada en el municipio español de Almuñécar, en La Herradura, en la provincia de Granada, comunidad autónoma de Andalucía. Posee una longitud de 55 metros y un ancho promedio de 12 metros.
Esta playa está situada en los límites del Paraje Natural de los Acantilados de Maro-Cerro Gordo pero fuera de su delimitación y por lo tanto rodeada en sus inmediaciones de monte bajo y pinar mediterráneo.